# هانا مارین
هانا مارین (انگلیسی: Hanna Mariën؛ زادهٔ ۱۶ مه ۱۹۸۲) دونده و ورزشکار بابسلد اهل بلژیک است.
وی در مسابقات کشوری و بین‌المللی در مجموع برندهٔ ۱ مدال طلا، ۲ مدال برنز شده‌است.